# Роп, Антон
Антон Роп (словен. Anton Rop; род. 27 декабря 1960, Любляна) — словенский политический и государственный деятель. Премьер-министр Словении (19 декабря 2002 — 9 ноября 2004).
Занимал министерские посты в правительстве Дрновшека, после отставки которого возглавил правительство. Позже вступил в конфликт со своим предшественником, занявшим пост президента Словении, а позже проиграл парламентские выборы, и вынужден был подать в отставку.
С 2005 года руководил Либерально-демократической партией Словении, но уже в 2008 году вышел из неё и присоединился к социал-демократическому движению, возглавляемому нынешним премьер-министром Словении Пахором.